# Tamara Liújina
Tamara Liújina (Vorónezh, Rusia, 11 de mayo de 1939) es una gimnasta artística soviética, dos veces campeona olímpica en las Olimpiadas de Melbourne 1956 y Roma 1960.

## Carrera deportiva
Además de ganar dos veces el oro olímpico en el concurso por equipos —en Roma 1960 y Tokio 1964— consiguió dos bronces olímpicos en las pruebas de suelo y asimétricas, también en la Olimpiada de Roma 1960